# Erik Gunnarsson
Erik Gunnarsson, född 8 februari 1999, är en svensk fotbollsspelare som spelar för finska FF Jaro.

## Karriär
Gunnarsson inledde karriären i Lerums IS. Som 15-åring tog han tillsammans med tvillingbrodern Axel klivet över till IFK Göteborg.
I den sista omgången av Allsvenskan 2017 fick Erik Gunnarsson göra sin debut i högsta serien. I 3–0-förlusten mot GIF Sundsvall stod Gunnarsson för ett inhopp för sitt IFK Göteborg.
Efter att ha blivit utan allsvensk speltid våren 2018 lånades Erik Gunnarsson under sommaren ut till 'Blåvitts' samarbetsklubb Utsiktens BK i Division 1 Södra. I april 2019 lånades Gunnarsson på nytt ut till Utsiktens BK, denna gång på ett avtal fram till sommaren 2019. Den 25 november 2019 värvades Gunnarsson av Utsiktens BK, där han skrev på ett tvåårskontrakt. I december 2021 förlängde Gunnarsson sitt kontrakt med två år.
I mars 2024 värvades Gunnarsson av färöiska 07 Vestur.